# Зоркуль
Зорку́ль (Виктория, Зор-куль, Сары-куль, Памирское озеро; тадж. Зоркӯл) — одно из крупнейших озёр Памира, располагающееся на афгано-таджикской границе.
Площадь поверхности — 38,9 км². Высота над уровнем моря — 4126 метров.
Озеро Зоркуль расположено в Горно-Бадахшанской Автономной области Таджикистана и афганистанской провинции Бадахшан. Окрестности и акватория озера вошли в заповедник «Зоркуль», созданный постановлением Правительства Республики Таджикистан от 14 марта 2000 г. № 120. Государственный заповедник «Зоркуль» организован на базе существующего заказника «Зоркуль».
В 2001 году озеро Зоркуль было включено в список водно-болотных угодий, подпадающих под действие Рамсарской конвенции. В 2006 году Государственный комитет охраны окружающей среды и лесного хозяйства Республики Таджикистан внёс заповедник «Зоркуль» в кандидаты в список объектов всемирного наследия ЮНЕСКО.
На западе из озера вытекает река Памир, один из истоков реки Пяндж.
Первым из европейцев, возможно, озеро посетил британский морской офицер Джон Вуд в 1838 году. По соглашению между Россией и Великобританией о разграничении сфер влияния в области Памиров 1895 года по озеру прошла граница между Российской империей и Афганскими ханствами.

## Рыбы

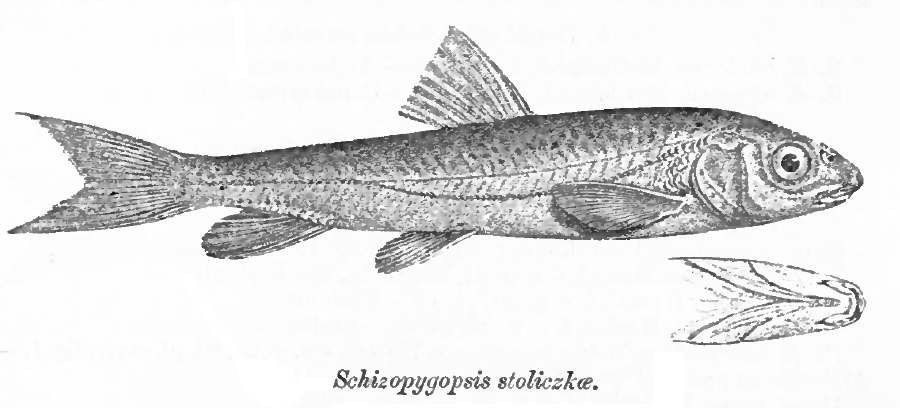
Лжеосман-нагорец (Schizopygopsis stoliczkai), обитающий в озере Зоркуль

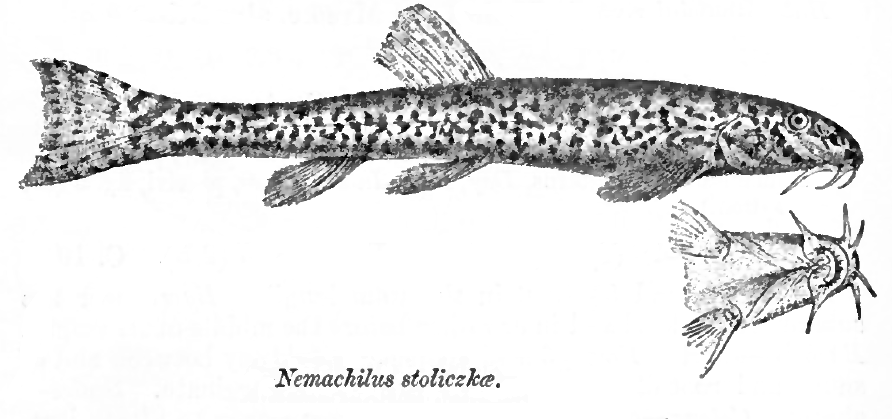
Памирский голец (Triplophysa stoliczkai), обитающий в озере Зоркуль

Основным, массовым видом рыб в озере Зоркуль и реке Памир является многочисленный здесь лжеосман-нагорец (Schizopygopsis stoliczkai). Кроме османа в озере встречается памирский голец (Triplophysa stoliczkai).
Лжеосман живёт в горной части рек Инд и Брахмапутра в Индии. Встречается в Тибете. В Таджикистане имеется только на Памире. Здесь он достигает шестидесяти пяти сантиметров в длину, но возможна встреча и с более крупными экземплярами. Участники гидрологической партии, проводившие работы на озере Турумтайкуль, выловили рыбину размером в полтора метра. Тело лжеосмана-нагорца торпедообразное, гидродинамически совершенное. Чешуи не имеет.
Тибетский голец очень выносливая рыба, выдерживает резкие колебания температур воды. Во время нереста подыскивает ямки на дне водоема, куда и прячет икру. Излюбленные места обитания тибетского гольца — мелководные каменисто-галечниковые и песчаные участки рек и озёр. Питается он главным образом водяными насекомыми, иногда — икрой лжеосмана. Несмотря на то что икра эта ядовита для большинства животных и человека, голец от неё не погибает.